# Alanganallur
Alanganallur est une ville de panchayat située dans le district de Madurai du Tamil Nadu, en Inde. En 2011, sa population était de 12 331 habitants.